# Chiesa della Santissima Trinità (Prato allo Stelvio)
La chiesa della Santissima Trinità (in tedesco Kirche zur Heiligen Dreifaltigkeit) è la parrocchiale a Montechiaro (Lichtenberg), frazione di Prato allo Stelvio (Prad am Stilfserjoch) in Alto Adige. Appartiene al decanato di Malles della diocesi di Bolzano-Bressanone e risale al XV secolo.

## Descrizione
L'edificio sacro è un monumento sottoposto a tutela col numero 16506 della provincia autonoma di Bolzano.